# جيليان بيتس
جيليان بيتس (بالإنجليزية: Gillian Bates)‏ هي باحثة بريطانية، ولدت في 19 مايو 1956.